# قير (إيران)
قير (بالفارسية: قیر) هي مدينة تقع في إيران في البلدة المركزية. يقدر عدد سكانها بـ 16,839 نسمة وترتفع عن سطح البحر 771 متر.